# Hydraena guilin
Hydraena guilin är en skalbaggsart som beskrevs av Manfred A. Jäch och Díaz 2005. Hydraena guilin ingår i släktet Hydraena och familjen vattenbrynsbaggar. Inga underarter finns listade i Catalogue of Life.